# Исидор (линейный корабль, 1795)
«Исидор» — парусный 74-пушечный линейный корабль Балтийского, а затем Черноморского флота Российской империи.

## Описание корабля
Один из девятнадцати кораблей типа «Ярослав», построенных на Соломбальской верфи в Архангельске. Длина корабля по сведениям из различных источников составляла от 51,8 до 51,9 метра, ширина — 14,2 метра, а осадка — 6,1 метра.

## История службы
Корабль «Исидор» был заложен 10 октября 1792 года на Соломбальской верфи в Архангельске и после спуска на воду в 1795 году вошел в состав Балтийского флота. Строительство вёл корабельный мастер Г. Игнатьев.
Корабль принимал участие в войне с Францией 1798—1800 годов. 3 июля 1798 года был включён в эскадру контр-адмирала Е. Е. Тета, в составе которой вышел из Архангельска в Англию для совместных действий с английским флотом против Франции и Голландии. 8 августа корабли эскадры прибыли на Норский рейд, а к 30 августа в Ярмут. 20 сентября в составе объединенной англо-русской эскадры под командованием вице-адмирала Онслоу корабль выходил в крейсерство к острову Тексел, но уже 23 сентября вынужден был вернуться в Англию из-за повреждений рангоута, где находился до июня следующего года.
2 июня 1799 года во главе эскадры под флагом вице-адмирала П. К. Карцова вышел из Портсмута в Средиземное море на усиление эскадры Ф. Ф. Ушакова. До Гибралтара русская эскадра конвоировала английские транспортные суда. 3 августа корабли эскадра прибыли в Палермо, где 22 августа вошли в состав эскадры Ф. Ф. Ушакова. 8 сентября объединенная эскадра прибыла в Неаполь. 
21 декабря эскадра покинула Неаполь и взяла курс на остров Мальта для высадки десанта. По прибытии в Мессину, был получен приказ императора Павла I о возвращении в Россию и 31 декабря 1799 года корабли вышли из Мессины и к 7 января 1800 года прибыли в Корфу. 20 марта во главе эскадры под флагом вице-адмирала П. К. Карцева «Исидор» покинул Корфу. С 25 марта эскадра вышла в крейсерство в район Сицилия — Мальта — берег Африки. 19 мая эскадра прибыла в Палермо, покинув который 27 мая, ко 2 июня вновь вернулась в Корфу, где соединилась с эскадрой Ф. Ф. Ушакова. 6 июля объединенная эскадра под командованием Ф. Ф. Ушакова вышла из Корфу и 26 октября 1800 года прибыла в Севастополь, где «Исидор» был переведён в состав Черноморского флота.
В октябре 1804 года корабль перевозил войска из Севастополя в Поти в составе отряда. В 1805 году совместно с фрегатом «Назарет» доставил войска из Севастополя в Корфу, после чего вернулся в Севастополь.
Принимал участие в русско-турецкой войне 1806—1812 годов. 21 апреля 1807 года в составе эскадры контр-адмирала С. А. Пустошкина вышел из Севастополя с солдатами 4-го Морского полка на борту. 27 апреля эскадра прибыла к Анапе, где 29 апреля с судов был высажен десант, взявший крепость. 6 мая эскадра покинула Анапу и к 13 мая вернулась в Севастополь.
Больше в море корабль «Исидор» не выходил, находился в Севастопольском порту, где и был разобран после 1812 года.

## Командиры корабля
Командирами линейного корабля «Исидор» в разное время служили:
- М. А. Шепинг (с 1798 года по 7 марта 1799 года);
- И. Л. Трескин (с 7 марта 1799 года по 1800 год);
- Т. Г. Перский (1803—1807 годы);
- В. Я. Деревицкой (1808 год);
- П. Н. Драгопуло (1809 год).